# Leucomigus
Leucomigus — рід жуків родини Довгоносики (Curculionidae).

## Зовнішній вигляд
Жуки цього роду  мають середні  розміри: 12.5-16 мм у довжину.  Основні ознаки:
- головотрубка коротша за передньоспинку, сідалоподібно вдавлена перед очима,  зверху посередині із кілем, до якого з боків примикають бічні кілі; вони утворюють із серединним кілем трикутник, який гострим кутом  торкається краю лоба і розширений до вершини головотрубки
- 2-й  членик джгутика вусиків довший за 1-й
- передньоспинка та надкрила вкриті  чорними блискучими зернятками
- членики задніх лапок не видовжені, 2-й членик задніх лапок не довший за 1-й; лапки знизу вкриті губчастими підошвами, кігтики зрослися біля основи.
- верх тіла вкритий мармуроподібний, з сірувато-білими плямами, інколи  з жовтуватим нальотом,  низ тіла вкритий білими лусочками,  черевце знизу без темних поперечних смуг.

Фотографії   жуків цього роду див. на .

## Спосіб життя
Вивчений слабо, але ймовірно, він типовий для Cleonini.   Зустрічаються у посушливих, часом узбережних біотопах.  Життєвий цикл  пов'язаний  із різними видами  полину. Імаго тримаються під кущиками цих рослин,  живляться їх листям та  молодими стебельцями, личинки живуть у корені, утворюючи  на ньому гал.

## Географічне поширення
Ареали видів цього роду  зосереджені у Палеарктиці (див. нижче). Один з видів мешкає в Україні   .

## Класифікація
Описано щонайменше три види цього роду, один з яких має два підвиди: 
- Leucomigus  albotessellatus (Fairmaire, 1868) — Північна Африка
- Leucomigus antennalis Faust — Південна Індія [6]
- Leucomigus  candidatus candidatus  (Pallas, 1771)  — Закавказзя, Південь європейської частини Росії,  Єгипет, Близький Схід, Туреччина, Іран, Афганістан, Середня Азія, Казахстан, Західний Сибір, Північно-Західний Китай.
- Leucomigus  candidatus tesselatus (Fairmaire, 1849) — Франція, Італія (Сардинія), Іспанія

## Практичне значення
Види цього роду можна вважати потенційними гербіфагами для пригнічення  полинних бур’янів.  Вид Левкомігус білосніжний  (Leucomigus  candidatus)    занесений до Червоної книги України та Червоної книги Ростовської області Росії . Повідомлялося, що Leucomigus antennalis  пошкоджував  бавовник.